# Pernink
Pernink är en ort i Tjeckien.   Den ligger i regionen Karlovy Vary, i den västra delen av landet, 120 km väster om huvudstaden Prag. Pernink ligger 835 meter över havet och antalet invånare är 969.
Terrängen runt Pernink är huvudsakligen kuperad, men den allra närmaste omgivningen är platt. Terrängen runt Pernink sluttar söderut. Runt Pernink är det ganska tätbefolkat, med 58 invånare per kvadratkilometer. Närmaste större samhälle är Karlovy Vary, 16,0 km söder om Pernink. I omgivningarna runt Pernink växer i huvudsak blandskog.